# Abbenflethsperrwerk
Das Abbenflethsperrwerk zwischen Abbenfleth und Bützfleth liegt an der Mündung der Bützflether Süderelbe in die Elbe. Es ist Teil eines Hochwasserschutzkonzeptes an der von den Gezeiten beeinflussten Unterelbe von der Staustufe Geesthacht bis zur Mündung des Flusses in die Nordsee, das infolge der schweren Sturmflut im Februar 1962 entwickelt wurde. 
Das 1971 nach rund dreijähriger Bauzeit in Betrieb genommene Sperrwerk schützt das Industriegebiet Bützflether Sand. Die Baukosten des Sperrwerks beliefen sich auf umgerechnet rund fünf Mio. Euro.
Das Bauwerk ist 32 Meter breit und 29,50 Meter tief. Die Schifffahrtsöffnung, die eine lichte Breite von 13,5 Metern hat, kann durch zwei zweiteilige Stemmtore verschlossen werden. Die Drempeltiefe beträgt 2,50 Meter unter NN, die Oberkante der Stemmtore liegt 7,50 Meter über NN. Über dem Sperrwerk befindet sich eine Klappbrücke.
Betrieben wird das Sperrwerk von der Betriebsstelle Stade des Niedersächsischen Landesbetriebs für Wasserwirtschaft, Küsten- und Naturschutz (NLWKN).